# Audrius Misevičius
Audrius Misevičius (ur. 16 lutego 1959) – litewski ekonomista, polityk, minister finansów w 1992.

## Życiorys
W 1982 ukończył studia ekonomiczne na Uniwersytecie Wileńskim. W 1989 uzyskał stopień doktora nauk społecznych, a w 1993 został docentem.
Od ukończenia studiów jest pracownikiem naukowym w Katedrze Finansów i Kredytów Uniwersytetu Wileńskiego. W latach 1990–1992 pełnił funkcję zastępcy ministra opieki socjalnej. Od lipca do grudnia 1992 kierował Ministerstwem Finansów jako członek gabinetu Aleksandrasa Abišali. Przez kolejne pół roku był doradcą w Sejmie. W latach 1993–1995 kierował finansami w litewsko-niemieckiej spółce prawa handlowego Stern von Litauen AG. W 1996 przez miesiąc kierował departamentem w kancelarii prawniczej J. Kabašinskas ir partneriai, by następnie objąć stanowisko zastępcy prezesa zarządu Banku Litwy. W 2004 został członkiem zarządu tego banku.